# Mainà riberenc
El mainà riberenc (Acridotheres ginginianus), també conegut com a mainà fosc, és una espècie d'ocell de la família dels estúrnids (Sturnidae) que habita als camps oberts, terres de conreu i encara ciutats del Pakistan i Índia central i septentrional. El seu estat de conservació es considera de risc mínim.

## Descripció
El cap és negre a la corona i als costats i el plomatge superior és de color gris pissarra, mentre que la part inferior és de color gris clar amb un plomatge de color rosa pàl·lid cap al centre de l'abdomen. L'ala és de color negre, però té un pegat d'ala a la base de les primàries i les puntes de les plomes externes de la cua són de color rosa pàl·lid. La pell nua darrere de l'ull és de color vermell maó, les potes són grogues mentre que l'iris és de color vermell intens. Els sexes no es poden distingir al camp. Els ocells joves tenen el cap i el coll més marrons.
L'espècie és evolutivament més propera a la myna comuna.

## Espècie invasora
Un estudi va concloure que hi va haver almenys 22 introduccions accidentals i independents de tres espècies de mainàs (el comú, el riberenc i el crestat) des de començaments dels anys 90 a la península Ibèrica i en tres arxipèlags (illes Balears, illes Canàries i Madeira). L'estudi va concloure que el mainà riberenc és l'únic dels tres que no ha arribat a establir-se.
Així mateix, tots els tàxons del gènere Acridotheres estan inclosos en el Catàleg Espanyol d'Espècies Exòtiques Invasores, regulat pel Reial Decret 630/2013, de 2 d'agost, i està prohibida a Espanya la seva introducció al medi natural, possessió, transport, trànsit i comerç.